# Ryszard Tadeusz Walczak
Ryszard Tadeusz Walczak (ur. 20 lipca 1943 w Baranicy, zm. 8 lipca 2006 pod Warszawą) – agrotechnik, dyrektor Instytutu Agrofizyki PAN w Lublinie, członek korespondent Polskiej Akademii Nauk.

## Życiorys
W 1961 r. ukończył Liceum Ogólnokształcące im. Stanisława Staszica w Lublinie, następnie studiował na Wydziale Matematyki, Fizyki i Chemii Uniwersytetu Marii Curie-Skłodowskiej w Lublinie. W 1966 r. obronił dyplom magistra na podstawie pracy z fizyki plazmy. Pod koniec studiów podjął pracę asystenta w Zakładzie Metod Numerycznych Instytutu Analizy Matematycznej UMCS, od 1967 r. był związany z Instytutem Agrofizyki PAN w Lublinie (obecnie im. Bohdana Dobrzańskiego, początkowo Zakładem Agrofizyki). W instytucji tej przeszedł kolejne szczeble kariery, od asystenta i starszego asystenta do dyrektora.
W 1975 r. obronił doktorat nauk technicznych na Wydziale Techniki Rolniczej Akademii Rolniczej w Lublinie na podstawie rozprawy Modelowe badania wiązania wody w glebie o różnym zagęszczeniu, wyróżnionej nagrodą sekretarza Wydziału V PAN (1977). Habilitował się w 1984 r. na Wydziale Rolniczym Akademii Rolniczej w Lublinie na podstawie rozprawy Modelowe badania zależności retencji wodnej od parametrów fazy stałej gleby. Od 1985 r. był docentem w Zakładzie Agrofizyki PAN, a po jego przekształceniu w Instytut Agrofizyki PAN został kierownikiem Zakładu Fizyki Gleby (1987). W 1990 r. otrzymał tytuł profesora nauk rolniczych, w 1993 r. profesora zwyczajnego, a w 1998 r. tytuł członka korespondenta Polskiej Akademii Nauk. Od 1981 r. zasiadał w Radzie Naukowej Zakładu i Instytutu Agrofizyki PAN, w latach 1999–2003 pełnił funkcję zastępcy dyrektora, od 2003 r. dyrektora.
Staże naukowe odbył m.in. w Leningradzie, Wageningen, Stuttgarcie, Berlinie, Zurychu, Wiedniu. Wchodził w skład Rad Naukowych Centrum Badań Kosmicznych PAN w Warszawie oraz Zakładu Badań Środowiska Rolniczego i Leśnego PAN w Poznaniu, był członkiem Komitetu Naukowego PAN "Człowiek i Środowisko", członkiem Komitetu Agrofizyki PAN, członkiem Komitetu Melioracji i Inżynierii Środowiska Rolniczego PAN, wiceprezesem Oddziału PAN w Lublinie (od 2003). Należał także do Lubelskiego Towarzystwa Naukowego oraz Polskiego Towarzystwa Agrofizycznego (wiceprezes). Wchodził w skład kolegiów redakcyjnych szeregu pism naukowych, był m.in. redaktorem naczelnym "Acta Agrophysica". Wyróżniony dwoma nagrodami sekretarza naukowego PAN i nagrodą Wydziału V PAN (Nauk Rolniczych i Leśnych), został odznaczony m.in. Brązowym i Złotym Krzyżem Zasługi, Krzyżem Kawalerskim Orderu Odrodzenia Polski, Medalem 40-lecia Polski Ludowej.
W pracy naukowej zajmował się głównie fizyką środowiska przyrodniczego, szczególnie hydrofizyką i termofizyką systemu gleba-roślina-atmosfera, a także metrologią agrofizyczną. Ogłosił ponad 400 prac naukowych w pismach polskich i zagranicznych, posiadał patenty.
Z małżeństwa z Barbarą Witkowską-Walczak, również profesorem w Instytucie Agrofizyki PAN w Lublinie, miał syna Krzysztofa (weterynarza). Zginął w wypadku samochodowym w drodze na Światowy Kongres Nauki o Glebie w Filadelfii. Razem z nim śmierć poniosła dr Dorota Alina Matyka-Sarzyńska (ur. 21 maja 1969), adiunkt w Instytucie Agrofizyki PAN.